# エーレンブルク (ニーダーザクセン)
エーレンブルク (ドイツ語: Ehrenburg, 低地ドイツ語: Ehrenborg) は、ドイツ連邦共和国ニーダーザクセン州ディープホルツ郡に属す町村（以下、本項では便宜上「町」と記述する）である。この町は、シュヴァフェルデンに行政機関を置くザムトゲマインデ・シュヴァフェルデンに属している。

## 地理

### 位置
エーレンブルクは、ヴィルデスハウザー・ゲースト自然公園の南、ブレーメンとオスナブリュックとのほぼ中間に位置している。自然保護区「ブルーフヴァルト・バイ・エーレンブルク」（直訳: エーレンブルク近郊のオークの森）はこの町の近くに位置している。

### 自治体の構成
シュマルフェルデン、シュヴェリングハウゼン、シュトックスドルフ、ヴェーゼンシュテットがエーレンブルクのオルツタイル（地区）である。

### 隣接する市町村
エーレンブルクは、北から時計回りに、ノイエンキルヒェン、ショーレン、ズーリンゲン、アイデルシュテット、ドレントヴェーデ、ツヴィストリンゲン（いずれもディープホルツ郡）と境を接している。

### 気候
北海からの湿った北西風による影響を受けた穏やかな海洋性気候が支配的である。エーレンブルクの長期平均気温は 8.5 から 9.0℃、降水量は約 700 mm である。5月から8月までの間に平均20日から25日の夏日（最高気温が25℃を超える日）が観測される。

## 歴史

### 紋章と印章
18世紀の公印には2本のクマの腕（ホーヤ伯領に属していたことを象徴する）とエーレンブルクの3本の塔が描かれていた。
紋章は近代に創られ、1985年にやっと認可された。下部の秤は1859年までここに存在した裁判所を象徴している。上部には公印から採られた城塞が様式化されている。

### 裁判所
エーレンブルク裁判所は1447年から記録が遺されている。ホーヤ伯またはその官僚がここでの裁判権を有していた。1859年にこの裁判所は廃止され、ズーリンゲンに移転した。アムトベツィルク・エーレンブルク（エーレンブルク行政管区）はこれ以後ツヴィストリンゲン、ハイリゲンロー、ノイエンキルヒェン、シュマルフェルデン、ショーレン、シュヴァフェルデン、ズーリンゲン、ヴァレル、バーレンブルクをその管轄下に置いた。

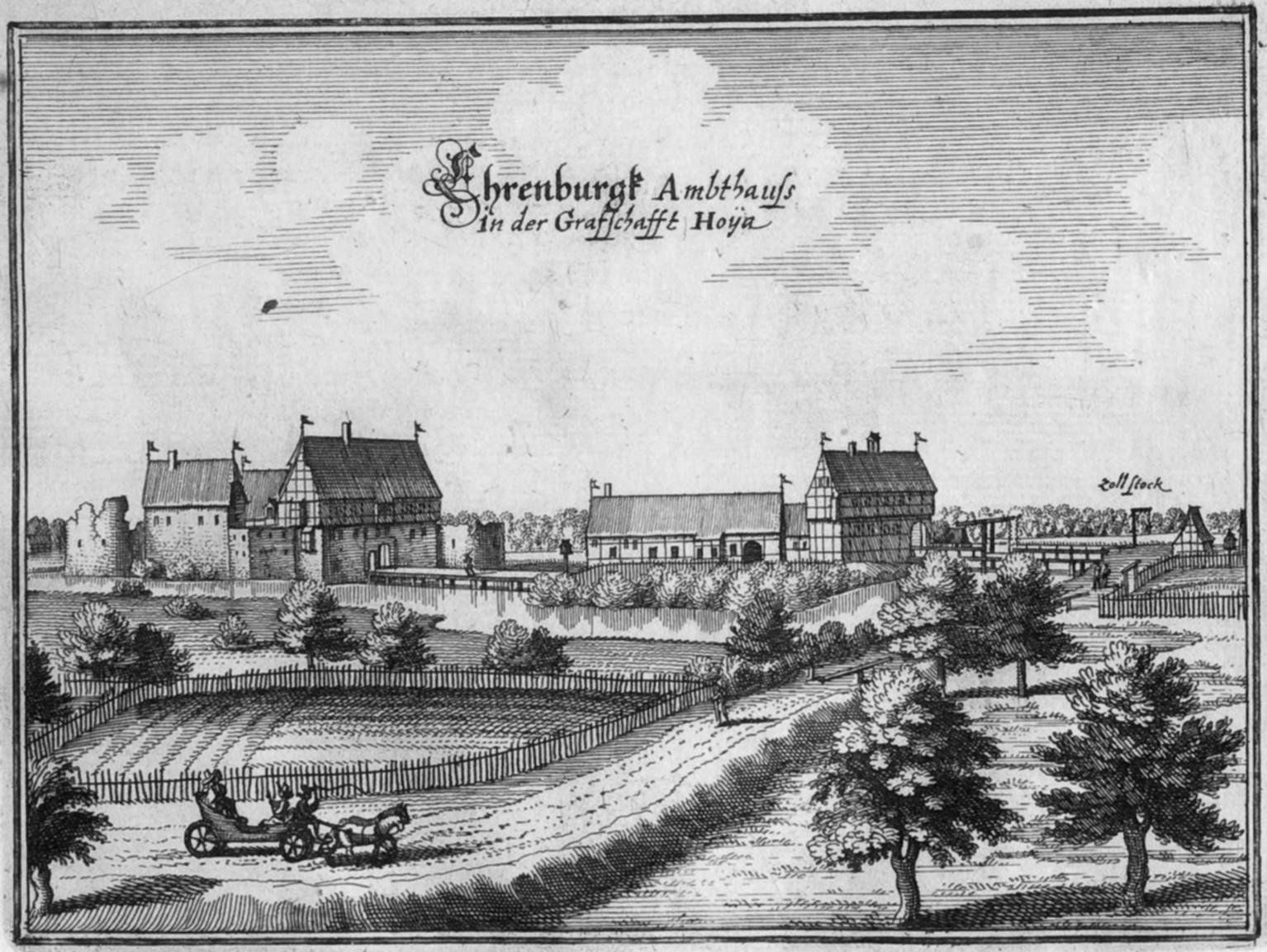
1654年/1658年に出版されたマテウス・メーリアンの銅版画に描かれたエーレンブルク城跡に建てられた行政庁舎

### エーレンブルク城
この町の地名は、森に覆われてしまったエーレンブルク城に由来する。
この城は1346年にホーヤ伯がミンデン司教に対する防衛施設として建造したものである。この城は1427年に初めて記録されている。1507年に質入れされる際に初めてアムツジッツ（地方行政機関）として記述されている。1512年から1526年までこの城はブラウンシュヴァイク＝リューネブルク公に占領されていた。1519年から1523年まで続いたヒルデスハイムのシュティフツフェーデの間に破壊された。1546年以降にニーダーシュティフト・ミュンスターとの間の堅牢な国境防衛施設として再建された。ニーンブルク - フェヒタを結ぶ街道をこの城によって管理していた。三十年戦争で皇帝軍によって破壊され、戦後は廃墟となった。戦後、防衛施設は再建されず、建物跡にアムト庁舎の新しい木組み建築が建設された。1654年のマテウス・メーリアンの版画はこの時代の状態を描いている。城はその後荒廃し、1740年にハノーファー選帝侯領のアムトハウス（役所）が西に 500 m の場所に建つオフィスに移転したことはその命脈が尽きたことを意味している。
城は一辺が約 50 m の正方形の形をしていた。土塁跡は現在も一部では 2 m の高さがある。城山の上には切石とレンガで構成された基礎壁のわずかな痕跡が遺るだけである。
この比較的大きなアムトには、最も重要な街としてズーリンゲンが含まれていた。1828年にアムト・バーレンブルクがアムト・エーレンブルクに合併した。アムト・エーレンブルクは、1852年に新設されたアムト・ズーリンゲンに取り込まれた。エーレンブルクのアムトハウスはその後取り壊され、かつての城塞は現在、城山を手がかりにその場所が特定できるだけである。

### 町村合併
1974年3月1日に、それまで独立した自治体であったシュヴェリングハウゼン、シュトックスドルフ、ヴェーゼンシュテットがシュマルフェルデンに合併した。この町は、1976年4月27日に正式にエーレンブルクと改名した。

### 町名の由来
この町の古い表記には、1427年 Ernborg、1470年 Erenborch、1512年 Der Ernnborg、1520年および1583年 Erenburg(k) がある・これらの名称は城塞に由来する。中世、騎士の名誉規範の見地から、地名の最初の部分に「名誉」を意味する "ere" が置かれていることは理にかなっている。またこれとは別に、中低ドイツ語の "eren" は "Erz"（鉱石）や "ehern"（堅固な）と解釈され、このため「堅固な城」を意味しているとする説もある。

## 行政

### 議会
レーレンブルクの町議会は11人の議員で構成されている。

### 首長
この町の名誉職の町長はハンス＝ユルゲン・シューマッハーである。彼は2004年3月3日に首長に選出された。

## 文化と見所

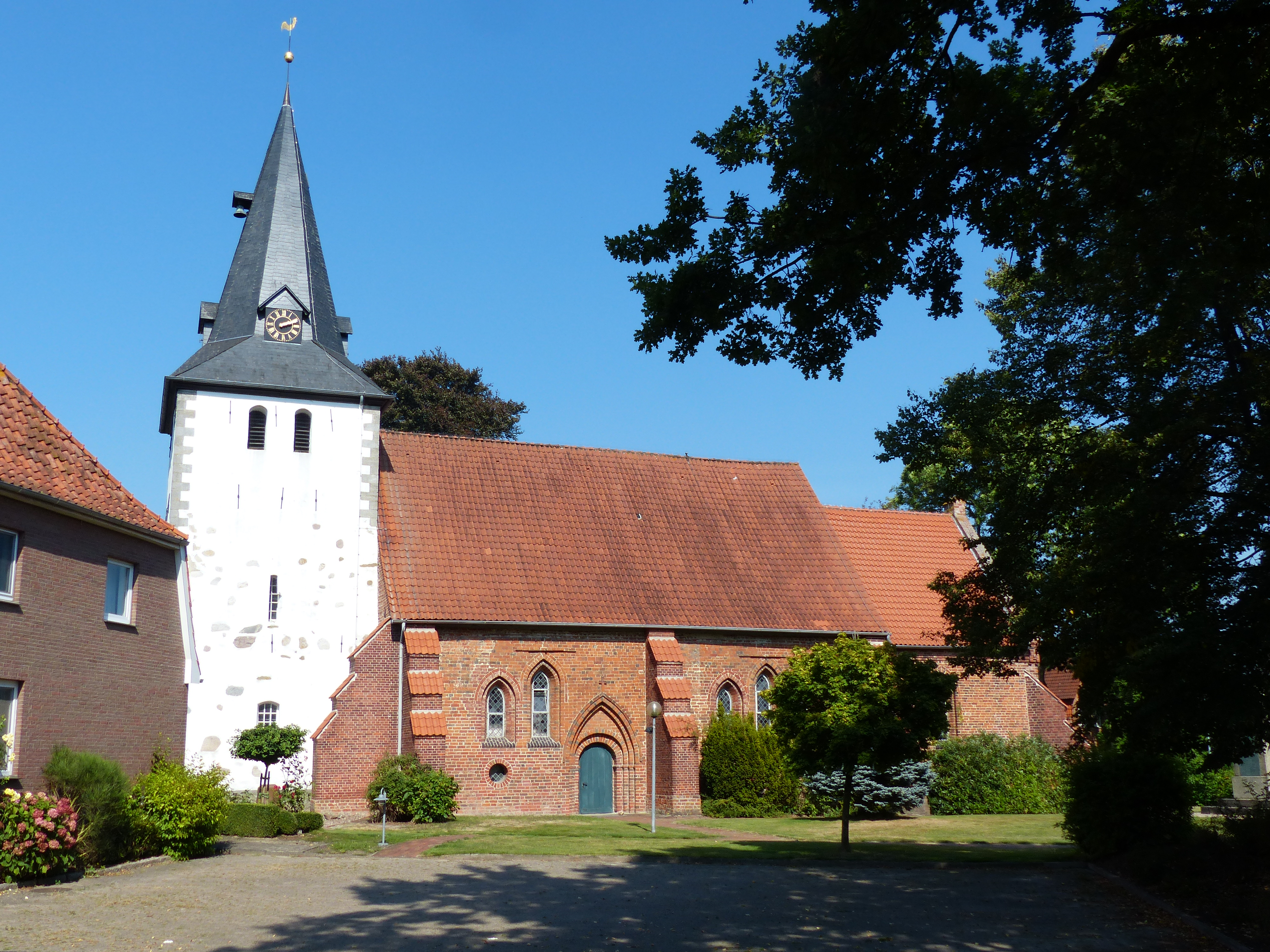
シュマルフェルデンの福音主義聖ニコラウス教会

### シュマルフェルデンの福音主義教会
- 正方形の内陣を有するレンガ造りの聖ニコラウス教会は、初期ゴシック様式のザールキルヒェ（ドイツ語版、英語版）で、13世紀の第3四半期に建設された。

### 建築
エーレンブルク (ニーダーザクセン) の建造文化財リストには、12件の建造物が登録されている。

## 経済と社会資本

### 交通
町の東、約 5 km 離れた地点を、バッスムからミンデンに至る連邦道 B61号線が通っている。
町の西、約 8 km 離れた地点を、ツヴィストリンゲンからブレーメンおよびオスナブリュックに通じる連邦道 B51 号線が通っている。